# Sanochemia Pharmazeutika
Die SANOCHEMIA Pharmazeutika GmbH ist ein mittelständisches österreichisches Pharmaunternehmen und hat ihren Sitz in Neufeld an der Leitha. Das Unternehmen ist in den beiden Geschäftsfeldern radiologische Pharmazeutika und Auftragsherstellung tätig.
Seit April 2020 firmiert SANOCHEMIA als Gesellschaft mit beschränkter Haftung und steht im Eigentum eines Konsortiums bestehend aus EOSS Industries Holding (50 %) und b.e.imaging (50 %). Das österreichische Traditionsunternehmen bedient mit seinen Produkten über 50 Länder weltweit.

## Geschichte
Die Vorgängergesellschaft der heutigen SANOCHEMIA Pharmazeutika GmbH, die Sanochemia Pharmazeutika AG (FN 117055 s), wurde am 13. November 1990 mit dem Produktionsstandort in Neufeld an der Leitha gegründet. Die geschichtlichen Aufzeichnungen reichen jedoch bis ins 15. Jahrhundert zurück:  Das Unternehmen Sanochemia hat seinen Ursprung in der 1441 gegründeten und noch heute bestehenden Apotheke zur goldenen Krone (Anton von Waldheim KG). Die industrielle Herstellung von Arzneimitteln begann 1869 mit sogenannten Hausspezialitäten u. a. die Entfettungs-Tabletten Waldheim oder das Tonicum Waldheim. Ab 1937 wurde die Fertigung von Arzneimitteln aus der Apotheke ausgelagert. Waldheim begann aber 1939 auch mit forschenden Aktivitäten (im Bereich Mutterkornalkaloide).
Seit den 1950er Jahren beschäftigt sich das Unternehmen mit dem Wirkstoff Galantamin, der zunächst aus Schneeglöckchen (botanischer Name Galanthus) isoliert wurde. Später gelang auch die chemische Synthese des Wirkstoffs in Zusammenarbeit mit der Technischen Universität Wien.
Mit der Gründung der Waldheim Pharmazeutika GmbH 1984 wurde erstmals eine Pharmaproduktion am Standort Neufeld an der Leitha aufgebaut, die 1986 in Betrieb ging und die bereits seit 1886 angesiedelte chemische Produktion ergänzte. Schließlich kam es am 13. November 1990 zur Gründung der Sanochemia Pharmazeutika AG und 1998 zur Verschmelzung mit der Waldheim Pharmazeutika GmbH.
1999 erfolgte der Börsegang des Unternehmens an der Frankfurter Wertpapierbörse, ursprünglich als erstes österreichisches Unternehmen im Segment Neuer Markt. Im Jahr 2000 übernahm die Sanochemia die deutsche Firma Goldham Pharma, zunächst zu 50 % und später zu 75 %. Ab 2001 expandierte Sanochemia zunehmend international. 2006 erfolgte eine Mehrheitsbeteiligung an dem kleinen Innsbrucker Unternehmen AlcaSynn.
Die Aktie (Kürzel SAC, ISIN AT0000776307) wechselte nach Einstellung des Neuen Marktes in den Prime Standard, dann 2013 in den Entry Standard und nach dessen Einstellung 2017 in das Basic Board. Im Dezember 2019 meldete das Unternehmen Insolvenz  an, das Delisting wurde im Jänner 2020 beschlossen. Das Kerngeschäft wurde im April 2020 im Rahmen eines Asset Deals in eine neugegründete Gesellschaft übertragen. Seither firmiert die Gesellschaft als GmbH mit Sitz am Produktionsstandort in Neufeld an der Leitha und steht in Privateigentum.

## Gegenwart

### Geschäftstätigkeit
Die beiden Hauptgeschäftsfelder sind die Herstellung und der Vertrieb von radiologischen Diagnostika sowie die Auftragsherstellung.
- Radiologische Pharmazeutika

In Segment radiologische Pharmazeutika legt SANOCHEMIA den Fokus auf die Entwicklung, die Produktion und den Vertrieb von generischen Arzneimitteln für die bildgebende Medizin. Die hergestellten flüssigen Injektabilia erzeugen bei Verabreichung vor Computertomographie- und Magnetresonanzuntersuchungen den notwendigen Bildkontrast und unterstützen so therapeutische Entscheidungen durch den behandelnden Arzt.
Produkte im Eigenvertrieb der SANOCHEMIA sind z. B. generische Röntgenkontrastmittel (u. a. Gadotersäure als Cyclolux, Amidotrizoesäure als Gastrolux, Iopamidol als Scanlux/Unilux.). Der Vertrieb erfolgt mithilfe eines internationalen Netzwerkes an Vertriebspartnern in über 40 Ländern.
- Auftragsherstellung

Im zweiten Geschäftsfeld beschäftigt sich das Unternehmen als CDMO (Contract Development and Manufacturing Organisation) mit der Entwicklung und Herstellung von Arzneistoffen wie Arzneimitteln für Dritte. Im Bereich Arzneistoffe liegt der Schwerpunkt auf dem Fachgebiet der Neurologie: Zwei wesentliche Wirkstoff-Eigenentwicklungen (Galantamin und Tolperison) wurden von SANOCHEMIA an Dritte auslizenziert und werden in Neufeld an der Leitha produziert. So produziert SANOCHEMIA etwa für die Firma Johnson & Johnson den Wirkstoff Galantamin für das Antidementivum Reminyl.
Im Bereich Arzneimittel werden keimarme und sterile Medikamente in flüssiger bis halbfester Darreichungsform hergestellt.

### Forschung und Entwicklung
SANOCHEMIA verfügt über Forschungs- und Entwicklungstätigkeiten in unterschiedlichen Entwicklungsstadien: Aktivitäten betreffen seit ca. 2006 schwerpunktmäßig Tolperison und damit zusammenhängende Anwendungen und Darreichungsformen des Wirkstoffs. Tolperison wurde an Neurana Pharmaceuticals lizenziert und tritt 2020 in die klinische Phase 3. Bereits erfolgreich am Markt platzierte Produkte und Wirkstoffe, wie generische Kontrastmittel (Imaging Agents), werden durch Weiterentwicklung und Einsatz moderner Technik und Verfahren weiter produziert. Weitere weltweite Patente und Patentanmeldungen schützen die Forschungs- und Entwicklungsergebnisse des Unternehmens, die neben den bereits genannten beispielsweise auch Diagnostik und Therapie zur Behandlung von Blasenkarzinomen (PVP-Hyperizin) betreffen.